# Паллетт, Оуэн
Оуэн Паллетт (англ. Owen Pallett, некоторое время[когда?] выступал под сценическим именем Final Fantasy, 7 сентября 1979, Торонто — н. в.) — канадский композитор, певец и музыкант, работающий в жанрах инди-поп, барокко-поп и экспериментальной музыки. Первый лауреат Polaris Music Prize за альбом He Poos Clouds (2006).

## Биография
Оуэн Паллетт, уроженец Торонто (Онтарио, Канада), получил академическое музыкальное образование как скрипач. Уже с 15 лет он давал сольные концерты. В дальнейшем Паллетт увлёкся жанром инди-поп и некоторое время[когда?] работал с такими канадскими мастерами этого жанра, как Джим Гатри, Royal City, Hidden Cameras, Джентльмен Рег и Arcade Fire.
В 2002 году Паллетт оканчивает Торонтский университет по классу композиции и после этого гастролирует со струнными ансамблями и активно пишет музыку. В этот период он записывает аранжировки для альбомов Arcade Fire Funeral и Neon Bible, а также для альбомов групп Fucked Up и The Last Shadow Puppets, создав себе репутацию ведущего аранжировщика. В дальнейшем среди исполнителей и групп, сотрудничавших с Паллеттом, были Мика (альбом Rain) и Pet Shop Boys (Beautiful People). Он также принимал участие в аранжировке песни «I’ll Be Gone» из пятого студийного альбома Linkin Park Living Things. Выход альбома состоялся 26 июня 2012 года. Музыкальный критик The Guardian Луис Паттисон пишет: «Если в последние несколько лет вы слышали хорошо звучащую запись, неплохой шанс, что где-то неподалёку Оуэн Паллетт махал дирижёрской палочкой».
С 2005 года Паллетт выступает и записывает диски под сценическим именем Final Fantasy. В том же году выходит его первый альбом, Has a Good Home, а год спустя He Poos Clouds, получивший премию Polaris Music Prize в первый год её присуждения. Под псевдонимом Паллетт выступал до 2009 года, когда было объявлено, что он отказывается от сценического имени, чтобы избежать нарушения прав создателей популярной серии видеоигр. В 2010 году его очередной альбом, Heartland, вышел уже под его собственным именем. Heartland, сборник из двенадцати песен, главный персонаж которых, «ультраагрессивный фермер» Льюис, живёт в выдуманном мире фэнтези под названием Спектрум, получил высокие оценки от критиков на сайтах «Pitchfork» и «Allmusic»; критик британского музыкального журнала «NME» предсказал, что следующий альбом Паллетта, выход которого планировался через два года после Heartland, станет шедевром. В августе 2010 года компания «Domino Records» выпустила диск EP A Swedish Love Story с четырьмя новыми песнями Паллетта.
Помимо аудиозаписей, Паллетт работает над саундтреками для кинофильмов. Среди его работ музыка к триллеру «Посылка» и к нескольким короткометражным и документальным лентам.

## Дискография
| Дата релиза | Название        | Лейбл          | Продажи | Позиции в чартах | Сертификация |
| ----------- | --------------- | -------------- | ------- | ---------------- | ------------ |
| 2005        | Has a Good Home | Club Blocks    |         |                  |              |
| 2006        | He Poos Clouds  | Tomlab         |         |                  |              |
| 2010        | Heartland       | Domino Records |         |                  |              |